# Convolvulus lineatus
Convolvulus lineatus és una espècie de planta convolvulàcia.

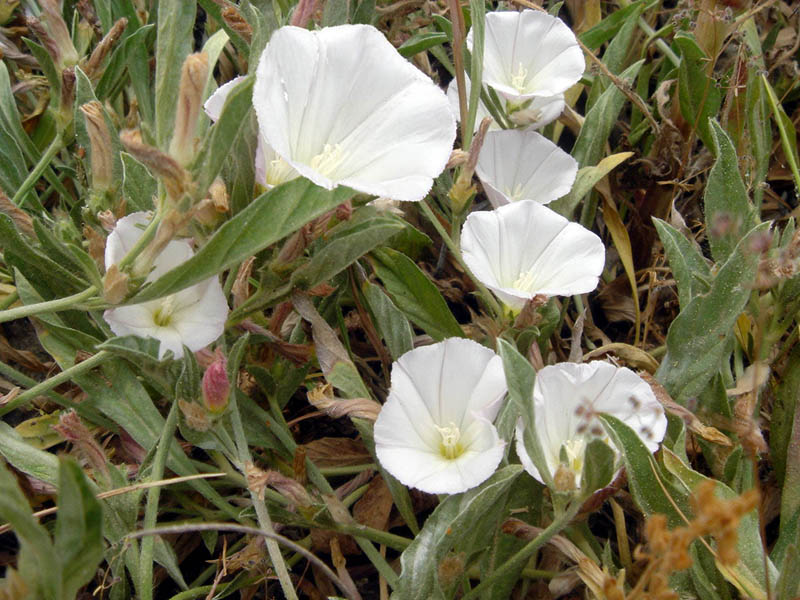
Detall de les flors

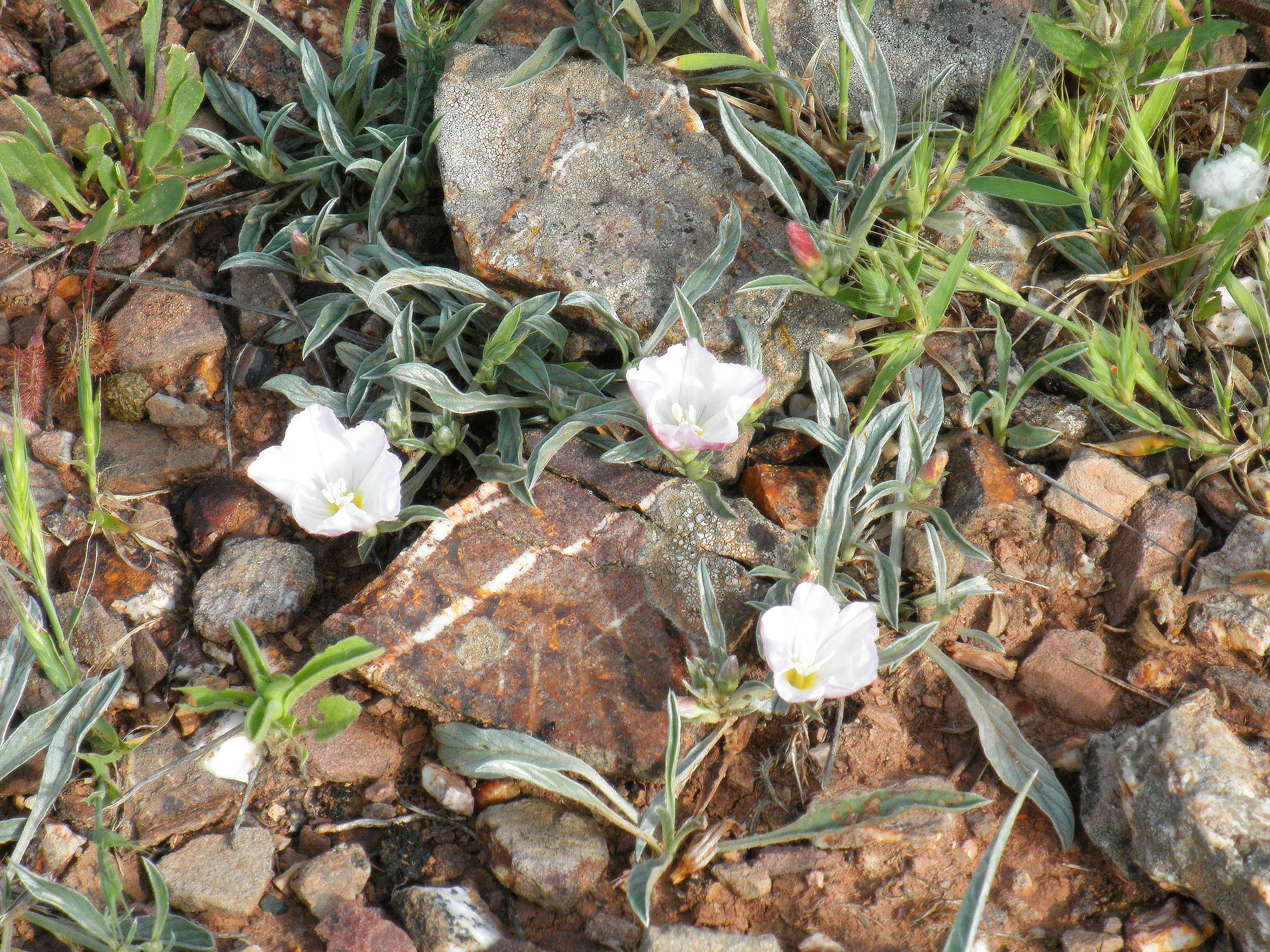
Al seu hàbitat

## Descripció
És una planta perenne de 3-25 cm d'alt, similar a l'espècie Convolvulus cantabrica, densament coberta de pubescència sedosa platejada amb un rizoma curt llenyós i diverses tiges herbàcies. Fulles alternes, linears, de fins a 8 cm de llargada. Flors solitàries o en grups. Com totes les convulvulàcies té 2 bràctees diminutes en el peduncle. Corol·la radiada, de 12-25 mm de llargada i uns 2-3 cm d'amplada, rosa. Fruit en càpsula.

## Distribució i hàbitat
Distribuïda per la regió mediterrània i Europa meridional. Habita en pendents secs sobre cal o lava.

## Taxonomia
Convolvulus lanuginosus va ser descrita per Linnaeus i publicat a Systema Naturae, Editio Decima 2: 923. 1759.
Etimologia
Convolvulus: nom del gènere que prové del llatí convolvere, que significa "enredar".
lineatus: epítet específic llatí que significa "linear".
Sinonímia
- Convolvulus spicifolius Desr.[5]
- Convolvulus besseri Spreng.
- Convolvulus gerardi Roem. & Schult.
- Convolvulus intermedius Loisel.
- Convolvulus nitens K. Koch
- Convolvulus suendermannii Bornm.